# Грабан Володислав Іванович
Володисла́в Іва́нович Грабан (*15 травня 1955, Костомлати) — поет. Член Національної спілки письменників України.

## З біографії
Народився 15 травня 1955 р. в с. Костомлати Вроцлавського воєводства (нині Нижньосілезьке воєводство, Польща). 
Закінчив Сосновський будівельний технікум. Працює керівником служби маркетингу санаторію «Криниця». Живе та працює в Польщі. 
Пише українською та польською мовами. 

## Творчість
Автор поетичних книжок
- «Лице поміж тіней»,
- «На ковпаку гір»,
- «Розсипані пейзажі»,
- «Іконостас болю»,

численних публікацій в журналах «Дзвін», «Київ» та інших періодичних виданнях.